# Balchan
Balchan är ett bergssystem i Turkmenistan, öster om Balchanbukten på Kaspiska havets östra sida.
Bergssystemet är indelat i stora och lilla Balchan. Stora Balchan som är uppbyggt av avlagringar från krita och jura, når en höjd av 1.661 meter över havet. Den skiljs av en öst-västlig sänka från Lilla Balchan, som bildar en cirka 800 meter hög kam av avlagringar från krita.